# Benjamin Constant (Amazonas)
 Benjamin Constant  es un municipio de Brasil, situado en el estado de Amazonas.

## Historia

Benjamin Constant Botelho de Magalhães.

El nombre de Benjamin Constant fue dado a sugerencia del general Candido Mariano Rondon, cuando encabezó la Comisión Mixta de Leticia, en homenaje al General Benjamin Constant Botelho de Magalhaes, el instigador del movimiento del 15 de noviembre de 1889, que proclamó la República. Es la última localidad unida por la carretera Transamazónica.
- Datos: Q1767926
- Multimedia: Benjamin Constant (Amazonas) / Q1767926